# Публий Валерий Флакк
Публий Валерий Флакк (лат. Publius Valerius Flaccus; III век до н. э.) — римский политический деятель из патрицианского рода Валериев, консул 227 года до н. э. Был участником посольства к Ганнибалу во время осады им Сагунта. Возможно, участвовал во Второй Пунической войне.

## Происхождение
Публий Валерий принадлежал к одному из самых знатных патрицианских родов Рима. Легендарный прародитель Валериев был сабинянином и переселился в Рим вместе с соправителем Ромула Титом Тацием. Его потомок Публий Валерий Публикола стал одним из основателей Римской республики и консулом в первый год её существования, и в дальнейшем Валерии регулярно появлялись в Капитолийских фастах.
Носители когномена Флакк (Flaccus) были с середины III по середину I вв. до н. э. наиболее могущественной ветвью Валериев (наряду с Мессалами). Они достигали консульства в каждом из шести поколений. Первым Валерием Флакком из тех, кто упоминается в источниках, был Луций, консул 261 года до н. э., воевавший в Сицилии во время Первой Пунической войны. Публий Валерий был его сыном и считался «одним из самых знатных и могущественных среди римлян».

## Биография
Первое упоминание Публия Валерия в источниках относится к 227 году до н. э., когда он стал консулом совместно с плебеем Марком Атилием Регулом. Это был первый год, когда коллегия преторов расширилась с двух членов до четырёх; среди них были сородич Флакка Марк Валерий Левин и политик демократического толка Гай Фламиний, конфликтовавший со значительной частью нобилитета. Публий Валерий принадлежал к числу политических союзников Фламиния.
Единственным примечательным событием этого консульства стал первый в истории Рима развод; его дал своей жене консуляр Спурий Карвилий Максим Руга. Кроме того, известно, что Публий Валерий смог обеспечить консулат на следующий год ещё одному своему сородичу — Марку Валерию Максиму Мессале.
Когда наместник Карфагенской Испании Ганнибал осадил союзный Риму город Сагунт (219 год до н. э.), Публий Валерий вместе с Квинтом Бебием Тамфилом отправился в Испанию в качестве посла, чтобы потребовать прекратить военные действия. Ганнибал это посольство не принял, сославшись на то, что послам вблизи от осаждённого города может угрожать опасность. Тогда Валерий и Бебий в соответствии с заранее полученными инструкциями отправились в Карфаген, где потребовали выдачи Ганнибала. По словам Ливия, Публий Валерий произнёс свою речь в карфагенском сенате с большим раздражением. Несмотря на поддержку старого врага Баркидов Ганнона, требование послов не было выполнено. По возвращении Валерия и Бебия в Рим было отправлено новое посольство, объявившее Карфагену войну.
Некто Публий Валерий Флакк упоминается у Ливия в связи с событиями 216—214 годов до н. э. — как легат в армии Марка Клавдия Марцелла, действовавшей под Нолой, и как префект флота под командованием претора Марка Валерия Левина. Ф. Мюнцер считает, что в первом случае могла идти речь о консуле 227 года, а во втором и третьем случаях такое отождествление крайне маловероятно. По мнению Р. Броутона, и легатом, и префектом был именно консул 227 года.
В 211 году до н. э., когда Ганнибал, чтобы отвлечь римские войска от Капуи, двинулся на Рим, в сенате началась бурная дискуссия. Одни предлагали стянуть все войска на защиту города, другие — не предпринимать ничего. Победило компромиссное мнение Публия Валерия, предложившего поручить консулам принять решение о том, можно ли часть армии направить к Риму, не ослабляя при этом осаду Капуи.
Уже в эти годы существовали тесные личные связи между Валериями Флакками и незнатным плебеем Марком Порцием Катоном. Их возникновение датируют или самое позднее 210 годом до н. э., или даже 216 годом. Катон был соседом Флакков по имению и, как рассказывает Плутарх, привлёк их внимание своими «добрым нравом, воздержностью», любовью к труду и «метким словам». Валерии начали приглашать Катона к себе, а позже убедили его перебраться в Рим и начать политическую карьеру. Согласно предположению В. Квашнина, Валерии могли ввести Марка Порция в круг видного полководца Марка Клавдия Марцелла
Публий Валерий умер, видимо, не позже 209 года до н. э.: из одного пассажа Ливия исследователи делают вывод, что на тот момент сын Публия Луций был главой семьи.

## Потомки
У Публия Валерия было предположительно трое сыновей. Старшего из них должны были звать Публием; согласно одной из гипотез, именно он был префектом флота в 215 году до н. э. и умер молодым. Средним был Луций, известный как коллега Катона Старшего по консульству в 195 году до н. э. и по цензуре в 184 году. Младший, Гай, прошёл cursus honorum до претуры, которую античные авторы датируют 183 годом до н. э.. Существует предположение, что у Публия Валерия была ещё и дочь, упомянутая Диодором Сицилийским как женщина, которая в апреле 204 года до н. э. приняла привезённый из Фригии священный камень, воплощение Великой богини.